# Notozaur

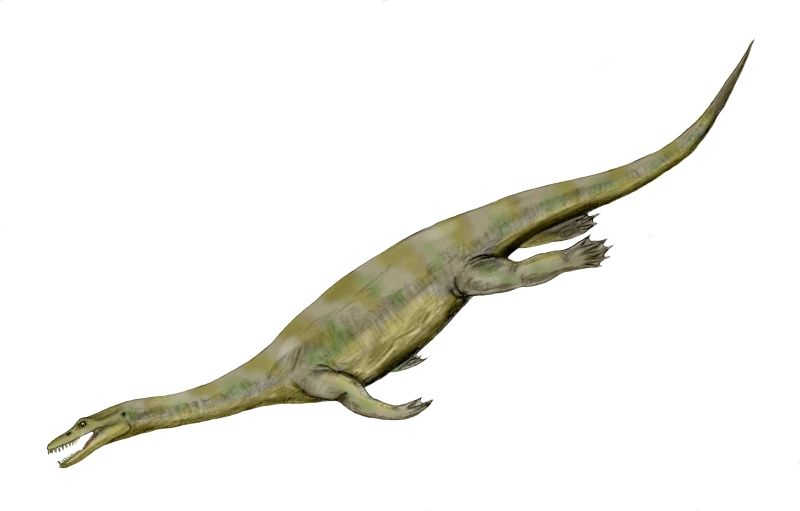
Rekonstrukcja

Notozaur (Nothosaurus) – rodzaj zauropteryga z rzędu notozaurów i rodziny Nothosauridae. Żył od wczesnego do późnego triasu na terenie współczesnej północnej Afryki, Azji (Chiny, Izrael, Rosja), Europy (Holandia, Niemcy, Polska, Szwajcaria, Włochy).
Nothosaurus osiągał długość około 3 metrów. Miał wydłużone ciało i długi, bocznie spłaszczony ogon ułatwiający pływanie. Płetwa znajdowała się w górnej części ogona. Miał długą, smukłą głowę ze szczękami zaopatrzonymi w wiele ostrych zębów. Nozdrza znajdowały się na czubku pyska. Notozaury miały stosunkowo krótkie kończyny z palcami spiętymi błoną pławną. Przednie kończyny były krótsze od tylnych. Jednym z najmniejszych znanych gatunków jest Nothosaurus winkelhorsti, którego czaszka osiągała 46,5 mm długości.
Występowanie żyworodności u późniejszych plezjozaurów i prawdopodobna żyworodność wczesnych zauropterygów takich jak Neusticosaurus, Lariosaurus czy Keichousaurus sugeruje, że i Nothosaurus był żyworodny. Notozaury przypuszczalnie były zdolne do dłuższego przebywania poza wodą, jednak spędzały w niej większość czasu. Prawdopodobnie polowały na ryby. Analizy histologiczne kości długich sugerują, że ogólny schemat wzrostu notozaura jest typowy dla gadów. U niektórych przedstawicieli tego rodzaju po sobie następowały fazy szybkiego i wolniejszego rozwoju, podczas gdy u innych tempo wzrostu było stałe. Tego typu różnice sugerują ich przynależność do różnych taksonów lub różnych płci.

## Filogeneza
Kladogram rodzaju Nothosaurus według Klein i Albersa
|  | N. giganteus                                              |
|  |                                                           |
|  | N. mirabilis                                              |
|  |                                                           |
|  | \| \| N. haasi \| \| \| \| \| \| N. tchernovi \| \| \| \| |
|  |                                                           |
|  | N. jagisteus                                              |
|  |                                                           |
|  | N. haasi                                                  |
|  |                                                           |
|  | N. tchernovi                                              |
|  |                                                           |

|  | N. haasi     |
|  |              |
|  | N. tchernovi |
|  |              |

|  | N. giganteus                                              |
|  |                                                           |
|  | N. mirabilis                                              |
|  |                                                           |
|  | \| \| N. haasi \| \| \| \| \| \| N. tchernovi \| \| \| \| |
|  |                                                           |
|  | N. jagisteus                                              |
|  |                                                           |
|  | N. haasi                                                  |
|  |                                                           |
|  | N. tchernovi                                              |
|  |                                                           |

|  | N. haasi     |
|  |              |
|  | N. tchernovi |
|  |              |

|  | N. giganteus                                              |
|  |                                                           |
|  | N. mirabilis                                              |
|  |                                                           |
|  | \| \| N. haasi \| \| \| \| \| \| N. tchernovi \| \| \| \| |
|  |                                                           |
|  | N. jagisteus                                              |
|  |                                                           |
|  | N. haasi                                                  |
|  |                                                           |
|  | N. tchernovi                                              |
|  |                                                           |

|  | N. haasi     |
|  |              |
|  | N. tchernovi |
|  |              |

|  | N. giganteus                                              |
|  |                                                           |
|  | N. mirabilis                                              |
|  |                                                           |
|  | \| \| N. haasi \| \| \| \| \| \| N. tchernovi \| \| \| \| |
|  |                                                           |
|  | N. jagisteus                                              |
|  |                                                           |
|  | N. haasi                                                  |
|  |                                                           |
|  | N. tchernovi                                              |
|  |                                                           |

|  | N. haasi     |
|  |              |
|  | N. tchernovi |
|  |              |

## Gatunki

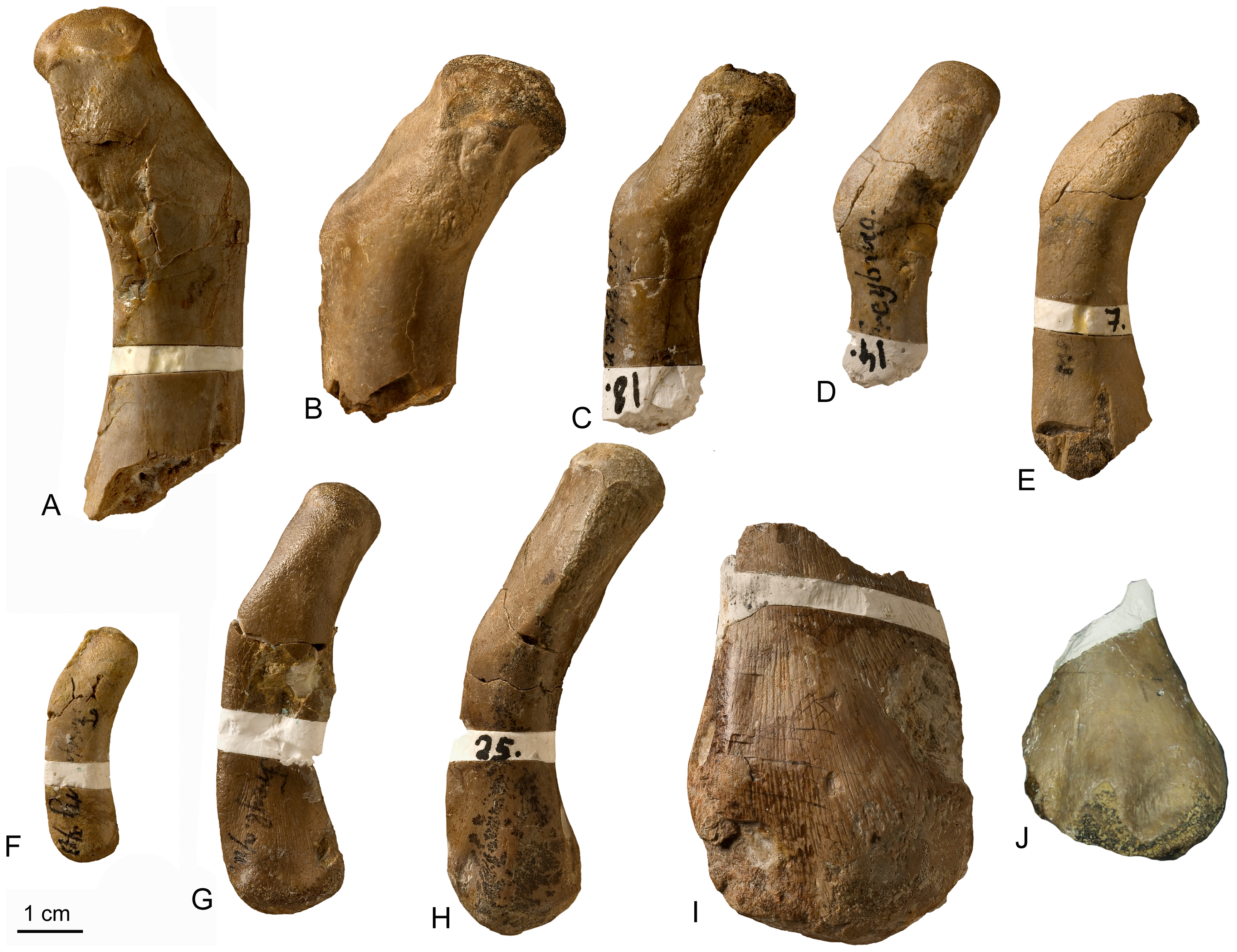
Kości ramienne notozaura z Freyburga, widziane od strony grzbietowej

- Nothosaurus mirabilis Münster, 1834 (typowy)
- Nothosaurus andriani Meyer, 1839
- Nothosaurus cristatus Hinz, Matzke i Pfretzschner, 2019[10]
- Nothosaurus cymatosauroides Sanz, 1983
- Nothosaurus edingerae Schultze, 1970
- Nothosaurus giganteus Münster, 1834
- Nothosaurus haasi Rieppel et al., 1997
- Nothosaurus jagisteus Rieppel, 2001
- Nothosaurus marchicus Koken, 1893
- Nothosaurus procerus Schröder, 1914
- Nothosaurus raabi Schröder, 1914
- Nothosaurus rostellatus Shang, 2006
- Nothosaurus schimperi Meyer, 1834
- Nothosaurus tchernovi Haas, 1980
- Nothosaurus venustus Münster, 1834
- Nothosaurus winterswijkensis Albers & Rieppel, 2003
- Nothosaurus yangjuanensis Jiang et al., 2006
- Nothosaurus zhangi Liu et al., 2014

Najlepiej poznanym gatunkiem notozaura jest gatunek typowy – Nothosaurus mirabilis. Niektóre gatunki notozaura są synonimizowane z innymi gatunkami (np. Nothosaurus lelmensis z Nothosaurus mirabilis), a taksonomiczny status innych, jak Nothosaurus juvenilis Eldinger, 1921, bywa uznawany za problematyczny. Według Klein i Albersa jest to ważny gatunek, zajmujący bazalną pozycję wśród przedstawicieli rodzaju. Lin i współpracownicy (2017) przenieśli gatunek N. juvenilis, a także Nothosaurus youngi Li & Rieppel, 2004 i Nothosaurus winkelhorsti Klein & Albers, 2009, z rodzaju Nothosaurus do rodzaju Lariosaurus.